# ميت عقبة
ميت عقبة واسمها الأصلي منية عقبة هي إحدى شياخات حي العجوزة الواقعة في محافظة الجيزة بمصر.

## تاريخ
كانت مساحة أرض مقدارها ألف ذراع ، أقطعها معاوية بن أبي سفيان إلى الصحابي عقبة بن عامر الذي كان واليًا على مصر وقتها ، سُميت باسمه وبها مسجده وقبره.

## معالم
- المؤسسة وهي مكان كان مخصص لبيع الخبز الحكومي المدعم.[4]

- ميدان لبنان وهو يربط بين ميت عقبة وحي المهندسين.

- محطة 5 وهي محطة اتوبيسات نقل عام لم تعد موجودة حاليا واشتهرت بهذا الاسم لان احد اول خطوط الاتوبيس فيها كان اتوبيس رقم 5 وكان يتوجه من ميت عقبة الي ميدان العتبة، وتقع محطة الاتوبيسات الجديدة في ميت عقبة في شارع السودان.

### شوارع
اشهر الشوارع شارع الجزيرة وشارع الغريب وشارع المشروع وشارع وادي النيل
يقع علي اطرافها نادي الزمالك ونادي الترسانة ومبني وزارة الشباب والرياضة 